# 井口站 (廣島縣)
井口站（日语：／ Inokuchi eki */?）是位於廣島縣廣島市西區井口明神二丁目1番16號，廣島電鐵的宮島線車站。車站編號為M26。

## 歷史
車站在1924年（大正13年）4月啟用。當時為宮島線草津町站至廿日市町站之間開通之際新設有其中一座車站。車站啟用當初名為「井之口」。
- 1924年（大正13年）4月6日 - 宮島線草津町站至廿日市町站之間開通，此站啟用。當時車站名為井之口站[2][6]。
- 日期不詳（1965年後） - 車站改名為井口站[5]。
- 1982年（昭和57年） - 月台遷移[7]。

## 車站構造
車站是一座地面車站，設有2面2線的相對式月台（千鳥式月台）。從路線起點望向此站的左邊為廣電宮島口站方向的下行月台，右邊為廣電西廣島站方向的上行月台。兩月台之間設有平交道連接。在月台結構上，上下行線電車在經過平交道後才會到達月台停站。此月台構造是在1982年（昭和57年）起開始使用，這是為了防止乘客在無視平交道情況下乘車。
上行月台靠近廣電西廣島一方設有高地台月台，當時由於在宮島線內設有高地台鐵路車輛行走。下行月台在2011年（平成23年）進行翻新，延長廣電宮島口方向月台。同時為各月台加設斜道，提供一個無障礙環境。

## 使用狀況
以下數據取自《廣島市統計書》資料。1日平均乘車人次數據是來自該年度的總乘車人次除以當年的日數，再取至小數點後1位。當話廣島電鐵的數據中是以每1,000人為單位，因此每年都會有500人的誤差。即1日平起有1.4人次的誤差。
| 年度               | 1日平均 乘車人次 | 1年總 乘車人次 | 1年總使用 定期票人次 | 1年總使用 非定期票人次 | 參考資料        |
| ------------------ | ---------------- | -------------- | -------------------- | ---------------------- | --------------- |
| 1998年（平成10年） | 1,545.2          | 564,000        | 179,000              | 385,000                | [ 使用狀況 1 ]  |
| 1999年（平成11年） | 1,357.9          | 497,000        | 163,000              | 334,000                | [ 使用狀況 1 ]  |
| 2000年（平成12年） | 1,345.2          | 491,000        | 156,000              | 335,000                | [ 使用狀況 1 ]  |
| 2001年（平成13年） | 1,298.6          | 474,000        | 151,000              | 323,000                | [ 使用狀況 2 ]  |
| 2002年（平成14年） | 1,254.8          | 458,000        | 132,000              | 326,000                | [ 使用狀況 3 ]  |
| 2003年（平成15年） | 1,194.0          | 437,000        | 115,000              | 322,000                | [ 使用狀況 4 ]  |
| 2004年（平成16年） | 1,150.7          | 420,000        | 119,000              | 301,000                | [ 使用狀況 5 ]  |
| 2005年（平成17年） | 1,180.8          | 431,000        | 130,000              | 301,000                | [ 使用狀況 6 ]  |
| 2006年（平成18年） | 1,238.4          | 452,000        | 143,000              | 309,000                | [ 使用狀況 7 ]  |
| 2007年（平成19年） | 1,264.3          | 463,000        | 155,000              | 308,000                | [ 使用狀況 8 ]  |
| 2008年（平成20年） | 1,274.8          | 465,000        | 156,000              | 309,000                | [ 使用狀況 9 ]  |
| 2009年（平成21年） | 1,134.2          | 414,000        | 141,000              | 273,000                | [ 使用狀況 10 ] |
| 2010年（平成22年） | 1,147.9          | 419,000        | 135,000              | 284,000                | [ 使用狀況 11 ] |
| 2011年（平成23年） | 1,185.8          | 434,000        | 136,000              | 298,000                | [ 使用狀況 12 ] |
| 2012年（平成24年） | 1,164.4          | 425,000        | 131,000              | 294,000                | [ 使用狀況 13 ] |
| 2013年（平成25年） | 1,150.7          | 420,000        | 122,000              | 298,000                | [ 使用狀況 14 ] |
| 2014年（平成26年） | 1,134.2          | 414,000        | 122,000              | 292,000                | [ 使用狀況 15 ] |
| 2015年（平成27年） | 1,135.6          | 416,000        | 125,000              | 291,000                | [ 使用狀況 16 ] |
| 2016年（平成28年） | 1,164.4          | 425,000        | 133,000              | 291,000                | [ 使用狀況 17 ] |
| 2017年（平成29年） | 1,117.8          | 408,000        | 138,000              | 270,000                | [ 使用狀況 18 ] |

## 車周站邊

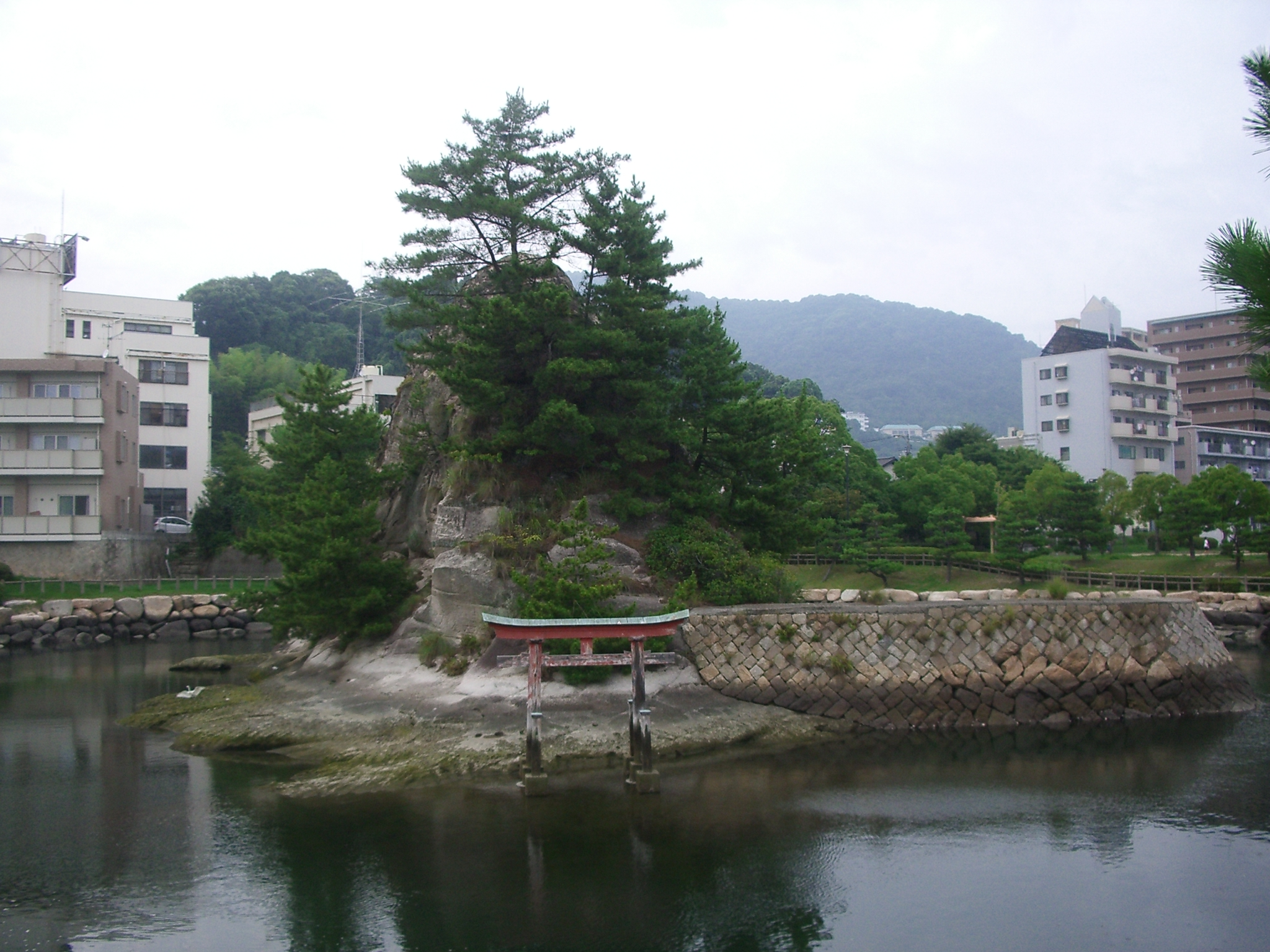
西部埋立第二公園內設有小己斐明神遺址

車站前後方均與西日本旅客鐵道（JR西日本）山陽線並行。下行月台南邊設有國道2號（宮島街道）。
車站北邊為舊井口村地區，該處的井口鈴台和井口台等住宅區有典型的睡房城市。在1970年代後，為了發現廣島市西部工程，於南邊地區進行填海工程。在填海前，國道南邊為海岸線。車站南邊的西部埋立第二公園中，於填海前曾經設有小己斐明神（男明神島）的小島。
- 廣島市立井口明神小學
- 廣島市立井口小學
- 廣島市立井口中學（日语：広島市立井口中学校）
- 廣島縣立廣島井口高等學校（日语：広島県立広島井口高等学校）
- 廣島井口郵局
- 廣島井口明神郵局
- 山口銀行廣島西分店
- 早稻田汽車學園

## 相鄰車站
廣島電鐵
■宮島線
商工中心入口（M25）－井口（M26）－修大協創中高前（M27）

## 注腳

### 使用狀況
1. 1 2 3  《廣島市統計書》平成13年版
2. ↑  《廣島市統計書》平成14年版
3. ↑  《廣島市統計書》平成15年版
4. ↑  《廣島市統計書》平成16年版
5. ↑  《廣島市統計書》平成17年版
6. ↑  《廣島市統計書》平成18年版
7. ↑  《廣島市統計書》平成19年版
8. ↑  《廣島市統計書》平成20年版
9. ↑  《廣島市統計書》平成21年版
10. ↑  《廣島市統計書》平成22年版
11. ↑  《廣島市統計書》平成23年版
12. ↑  《廣島市統計書》平成24年版
13. ↑  《廣島市統計書》平成25年版
14. ↑  《廣島市統計書》平成26年版
15. ↑  《廣島市統計書》平成27年版
16. ↑  《廣島市統計書》平成28年版
17. ↑  《廣島市統計書》平成29年版
18. ↑  《廣島市統計書》平成30年版

## 外部連結
- 井口 | 電車情報：電停指南（页面存档备份，存于）（日語） - 廣島電鐵